# Троппауский конгресс
Троппауский конгресс — второй конгресс Священного Союза, который состоялся в октябре-декабре 1820 года. Конгресс Священного Союза в Троппау часто рассматривается вместе с Лайбахским конгрессом. По сути конгресс в Лайбахе стал продолжением конгресса в Троппау. Конгресс явился следствием революционных событий в Португалии и Неаполитанском Королевстве и был инициирован Австрией, которая желала ввести свои войска в Италию. На Конгрессе присутствовали Франц II, Александр I, Фридрих Вильгельм III, а также ряд других дипломатических представителей.
Результатом Конгресса стал протокол, который признавал применение военной силы против революционного Неаполя.